# Sarah Walker (mezzosoprano)
Sarah Elizabeth Royle Walker CBE (Cheltenham, Gloucestershire, 11 de març de 1943) és una mezzosoprano britànica. Va estudiar música al Royal College of Music de 1961 a 1965, inicialment com a violinista i violoncel·lista i més tard com a estudiant de cant amb la professora hongaresa Vera Rózsa. Ha participat en nombroses representacions d'òpera i també com a solista de concerts i recitals. Ha treballat amb directors com ara Georg Solti, Carlos Kleiber, Roger Norrington, Kurt Masur, Simon Rattle, John Eliot Gardiner, Riccardo Muti, Nikolaus Harnoncourt, Charles Mackerras, Guennadi Rojdéstvenski i Bernard Haitink.

## Carrera operística
El debut operístic de Sarah Walker va tenir lloc el 1969, fent el paper d'Ottavia en L'incoronazione di Poppea, de Claudio Monteverdi, amb l'Òpera de Kent. Va participar també a Gran Bretanya al Festival de Glyndebourne, al Royal Opera House, English National Opera i Scottish Opera, i a fora la Gran Bretanya al Metropolitan Opera de Nova York, Lyric Opera de Chicago, Òpera de San Francisco, La Monnaie (Brussel·les) i l'Òpera de l'Estat de Viena.
Cal destacar les seves interpretacions del papers principal de Gloriana de Benjamin Britten, Maria Stuarda de Gaetano Donizetti, Dido en Les troyens d'Hector Berlioz, i Baba el Turk en The Rake's Progress d'Ígor Stravinski. Va enregistrar el 1978 la suite de cançons Voices sota la direcció del seu compositor, Hans Werner Henze.
El 1989 Sarah Walker, juntament amb June Anderson (soprano coloratura), Klaus König (tenor), i Jan-Hendrik Rootering (baix-baríton), tots ells sota la batuta de Leonard Bernstein, va participar en una interpretació de la Simfonia núm. 9 de Beethoven. Aquell concert del Nadal de 1989 celebrava la caiguda del Mur de Berlín. Aquests quatre solistes van ser acompanyats per un cor molt nombrós i amb una orquestra feta amb músics de moltes nacionalitats: d'Alemanya van participar l'Orquestra Simfònica de la Ràdio de Baviera i el seu Cor, el Cor de l'Orquestra Simfònica de la Ràdio de Berlín i membres de la Staatskapelle de Dresden; de la Unió soviètica membres de l'Orquestra del Teatre Kirov (teatre Mariïnski); del Regne Unit membres de l'Orquestra Simfònica de Londres; dels EUA membres de l'Orquestra Filharmònica de Nova York; i de França, membres de l'Òpera de Paris.
En novembre de 1997 va participar en el Teatro Real de Madrid en la representació de l'òpera Peter Grimes de Benjamin Britten.

## Altres activitats
El seu debut professional en recitals es va produir al Wigmore Hall de Londres, i des de llavors ha fet recitals viatjant per Europa, Amèrica i Austràlia. Sarah Walker és Professora de Cant Príncep Consort del Royal College of Music i té al seu càrrec el curs "Veus creatives" del Guildhall School of Music and Dramaa. És membre Fellow d'ambdues universitats. Treballa també en la Vocal Faculty de la Royal Academy of Music. Walker és una defensar del lied i del repertori de cançons, participant en l'organització del London Song Festival (festival de la cançó de Londres), fundat en 2007 per a promoure el repertori de cançons. En la dècada del 1980 va col·laborar amb French and Saunders cantant la seva versió de "I should be so lucky" (jo hauria de ser tan afortunada) (original de Kylie Minogue).
Entre altres actuacions no operístiques a Espanya, l'any 1980 va participar en Barcelona en un concert ofert per l'Orquestra Simfònica de la BBC. En maig de 1999 va oferir un recital al Teatre Victòria de Barcelona en una vetllada de música de cabaret clàssic organitzada pel Gran Teatre del Liceu, amb l'acompanyament al piano del pianista britànic Roger Vignoles, amb cançons de Gershwin, Sullivan, Roussel, Poulenc, Weill, Ives i d'altres. El 1989 va participar en un concert de l'Orquestra Simfónica de RTVE, al Teatre Monumental, interpretant The Dream of Gerontius (El somni de Geronci) d'Edward Elgar. També en Madrid, el gener de 2004 va oferir classes magistrals, a l'Escola Superior de Música Reina Sofia.